# Ciutat Pubilla de la Sardana
La Ciutat Pubilla de la Sardana va ser una designació anual a un municipi al qual se li reconeixien els seus mèrits i la seva tasca de foment i difusió de la sardana, i que es constituïa anualment en la capital del sardanisme. Aquesta festa la va instituir l'Obra del Ballet Popular l'any 1960.
El foment de la sardana, tal com l'entenia l'Obra del Ballet Popular, conduïda en aquells moments per Josep Mainar i Pons, Lluís Moreno i Pallí, Joan Bertran i Gargallo i Josep M Morera Surroca, tenia aleshores una dimensió patriòtica que amb el temps, i especialment a causa de l'adveniment de la
democràcia i la recuperació de les institucions nacionals, va convertir-se en més festiva.
Entre els trets característics de cada proclamació, n'hi havia uns quants que van anar repetint-se cada any:
- Lliçó Magistral: Encarregada a alguna persona de la localitat de rellevància intel·lectual perquè fes un estudi de la sardana.
- Missatge al Món Sardanista: Encomanat cada any a alguna persona rellevant de Catalunya, la qual exposava la seva visió sobre la sardana.
- Medalles (mèrit sardanista, musical, cívic i a la dansa popular catalana): Guardons a persones que destacaren en alguns d'aquests camps.
- Monument: Cada població erigia un monument a la sardana al seu terme municipal.
- Sardana del Pubillatge: Sardana demanada a un compositor per a cada pubillatge.
- Pubilla Universal de la Sardana o Sardanistes d'Honor: En cada edició s'escollia una noia de la població perquè fos la Pubilla. En els darrers anys es va deixar a criteri de cada població si preferia escollir un o més Sardanistes d'Honor en lloc d'una Pubilla, per no fer que aquesta representativitat hagués de recaure necessàriament en una noia.
- Les claus: Cada Ciutat Pubilla confeccionava una clau que es col·locava al clauer que contenia totes les de les diferents ciutats escollides fins aleshores. Aquest clauer era guardat per la ciutat durant l'any que tenia el títol, lliurant-lo a la propera, en les festes de proclamació.

Quan una població era proclamada Ciutat Pubilla, tenia lloc la Caravana de la Sardana, una comitiva de persones i vehicles que acompanyaven la Flama de la Sardana des de la Ciutat Pubilla sortint fins a la Ciutat Pubilla entrant el dia de la seva proclamació.

## Relació de ciutats pubilles
| Any  | Municipi                   | Comarca           | Missatge al món sardanista                                                               | Sardana pubillatge              | Medalla mèrit                                                    | Monument | Lliçó magistral                  |
| ---- | -------------------------- | ----------------- | ---------------------------------------------------------------------------------------- | ------------------------------- | ---------------------------------------------------------------- | --- | -------------------------------- |
| 1960 | Girona                     | Gironès           | Josep Mainar                                                                             | Manuel Saderra                  | Josep Gahit                                                      | Pau Baya, Ivet Bazaco i Marta Lluís (Monument fet posteriorment, l'any 2003) | Fins a l'any 1963 no se'n va fer |
| 1961 | Lleida                     | Segrià            | Josep Mainar                                                                             | Ricard Viladesau                | Josep Miracle                                                    | Julià Riu | Fins a l'any 1963 no se'n va fer |
| 1962 | Ceret                      | Vallespir         | Albert Schweitzer                                                                        | No n'hi hagué                   | Amics dels Concerts de l'ACF Barcelona                           | No se'n va fer | Fins a l'any 1963 no se'n va fer |
| 1963 | Manresa                    | Bages             | Francesc de Borja Moll                                                                   | Francesc Juanola                | Bernat Figueras                                                  | Jaume Soldevila | Josep Junyent                    |
| 1964 | Reus                       | Baix Camp         | Josep Carner                                                                             | Francesc Juanola                | Josep Coll                                                       | No se'n va fer en el moment. (Monument fet posteriorment, l'any 2007, coincidint amb el centenari documentat de que es ballaven sardanes a la ciutat. L'autor del monument fou Ramon Ferran) Fitxer:Monument a la Sardana.jpg | Josep Mainar                     |
| 1965 | Banyoles                   | Pla de l'Estany   | Caterina Albert                                                                          | Enric Gratacòs                  | Josep Mainar                                                     | Joan de Palau | Rafael Angelats                  |
| 1966 | L'Hospitalet de Llobregat  | Barcelonès        | Josep Miracle                                                                            | Antoni Albors                   | Josep Gibert                                                     | Ramon Sabi | Enric Piera                      |
| 1967 | La Pobla de Segur          | Pallars Jussà     | Ramon Aramon                                                                             | Montserrat i Assumpció Rocafort | Llorenç Torrent                                                  | No se'n va fer | Llorenç Sànchez                  |
| 1968 | Olot                       | Garrotxa          | Pau Casals                                                                               | Joan Hernàndez                  | Sebastià Gràcia                                                  | Xavier Carbonell | Joan Casulà                      |
| 1969 | L'Espluga de Francolí      | Conca de Barberà  | Joan Miró i Güell                                                                        | Josep Maria Bernat              | Josep Baró                                                       | Josep Miret | Lluís Virgili                    |
| 1970 | Berga                      | Berguedà          | Josep Trueta i Raspall                                                                   | Francesc Mas Ros                | Josep Maria Forés                                                | Josep Maria Brull | Jaume Sànchez                    |
| 1971 | Lloret de Mar              | La Selva          | Lluís Moreno i Pallí                                                                     | Domènec Moner                   | Francesc Soler i Mas                                             | Domènec Fita | Esteve Fàbregas                  |
| 1972 | Bellpuig                   | Urgell            | Raimon                                                                                   | Conrad Saló                     | Salvador Casanova                                                | Josep Castellana | Josep Vallverdú                  |
| 1973 | Tarragona                  | Tarragonès        | Salvador Espriu                                                                          | Tomàs Gil i Membrado            | Agrupació Cultural Folklòrica Barcelona                          | Josep Maria Brull | Carles Cepero                    |
| 1974 | Igualada                   | Anoia             | Cassià Maria Just i Riba                                                                 | Joan Lloansí                    | Lluís Moreno i Pallí                                             | Josep Maria Codina | Josep Romeu                      |
| 1975 | Torroella de Montgrí       | Baix Empordà      | Joan Oliver Pere Quart                                                                   | Josep Font i Font               | Joaquim Alqueza                                                  | Josep Mundet | Lluís Pericot                    |
| 1976 | Granollers                 | Vallès Oriental   | Lluís Maria Xirinacs                                                                     | Conrad Saló                     | Juli Sanclimens                                                  | Josep Ricard | Josep Verde i Aldea              |
| 1977 | Banyuls                    | Rosselló          | Josep Tarradellas                                                                        | Max Havart                      | Josep Vidalou                                                    | Patricia Rowland | Pere Verdaguer                   |
| 1978 | Tona                       | Osona             | Joan Alavedra                                                                            | Valentí Miserachs               | Josep Gelis                                                      | Josep Ricard | Francesc Roig                    |
| 1980 | Les Borges Blanques        | Garrigues         | Joan Oró                                                                                 | Lluís Lloansí                   | Salvador Daroca                                                  | Victor Pallarés | Jaume Segarra                    |
| 1981 | Santa Coloma de Farners    | La Selva          | Maria Aurèlia Capmany i Farnés                                                           | Josep Carbó                     | Joan Bertran                                                     | Josep Martí Sabé | Josep Maria Mas Solench          |
| 1982 | Prats de Molló             | Vallespir         | Josep Deloncle                                                                           | Max Havart                      | Roger Raynalt                                                    | Emanuel Pérez Valiente | Renada-Laura Portet              |
| 1983 | Solsona                    | Solsonès          | Pere Casaldàliga                                                                         | Joan Roure                      | Pere Puig                                                        | Cuadrench, Davins, Freixes | Ramon Gualdo                     |
| 1984 | Sant Sadurní d'Anoia       | Alt Penedès       | Oriol Martorell                                                                          | Lluís Buscarons                 | Antoni Casanova                                                  | Ramon Ruiz | Josep Juanola                    |
| 1985 | Sant Llorenç de Cerdans    | Vallespir         | Josep Benet                                                                              | Max Havart                      | Francina Boris                                                   | Bruno Bieth | Alícia Marcet                    |
| 1986 | Premià de Mar              | Maresme           | Tilbert Dídac Stegmann                                                                   | Carles Santiago                 | Josep Gendrau                                                    | Col·lectiu | Salvador Moragas                 |
| 1987 | Santpedor                  | Bages             | Josep Maria Ainaud                                                                       | Joan Làzaro                     | Pere Guardiola                                                   | Xavier Barcons | Jaume Prat                       |
| 1988 | Badalona                   | Barcelonès        | Narcís-Jordi Aragó                                                                       | Tomàs Gil i Membrado            | Fay D. Jacoby                                                    | Ester Albardane | Joan Pich i Santasusana          |
| 1989 | Flix                       | Ribera d'Ebre     | Federico Mayor Zaragoza                                                                  | Joan Bta. Sabaté                | Sardanista: Pau Urrea Musical: Manuel Saderra                    | Germà March | Joan Maria Pujals                |
| 1990 | Salou                      | Tarragonès        | Joaquim Xicoy                                                                            | Ricard Viladesau                | Sardanista: Sebastià Alba Musical: Ricard Viladesau              | Artur Aldomà | Joan Vidal                       |
| 1991 | Llançà                     | Alt Empordà       | Pere Calders                                                                             | Manuel Saderra                  | Sardanista: Josep Ventura Musical: Fèlix Martínez                | Bonaventura Anson | Maria Mercè Roca                 |
| 1992 | Mollet del Vallès          | Vallès Oriental   | Antoni Deig                                                                              | Josep Solà                      | Sardanista: Rafael Angelats Musical: Lluís Albert                | Lluís Gueilburt | Josep Lluís Vilaseca             |
| 1993 | Martorell                  | Baix Llobregat    | Núria Feliu                                                                              | Daniel Gasulla                  | Sardanista: Maria Aguila i Francesc Salas Musical: Domènec Moner | Francesc Querol | Ignasi Riera                     |
| 1994 | Cervera                    | Segarra           | Avel·lí Artís-Gener                                                                      | Carles Santiago                 | Montserrat Creus i Cortadellas                                   | Ramon Caus i Rius | Josep Benet                      |
| 1995 | Encamp                     | Andorra           | Eliseu Climent                                                                           | Fèlix Martínez i Comín          | Joan Trius i Panadès                                             | Josep Maria Xart | Josep Enric Dallerès             |
| 1996 | Calella                    | Maresme           | Antoni Mir                                                                               | Jordi Molina                    | Antoni Anguela i Dotres                                          | Albert Rosa i Manel Traité | Francesc Grau i Viader           |
| 1997 | Sant Joan de les Abadesses | Ripollès          | Joan Pau Alduy                                                                           | Josep Navarro                   | Paulí Corominas                                                  | Francesc Fajula | David Serrat                     |
| 1998 | Terrassa                   | Vallès Occidental | Esther, Montserrat, Elena, Rut i Laura (pubilles)                                        | Joan Lluís Moraleda             | Francesc Pantebre i Pere Poblador                                | Escola Municipal d'arts i oficis | Ramon Miravitlles                |
| 1999 | Manlleu                    | Osona             | Sebastià M. Bardolet                                                                     | Miquel Subirats                 | Joan Parnau i Bosch                                              | Pep Domènech | Jacint Sala                      |
| 2000 | Cassà de la Selva          | Gironès           | Antoni Baldino                                                                           | Francesc Camps                  | Robert Roqué                                                     | David Serra | Carles Malagrida                 |
| 2001 | Malgrat de Mar             | Maresme           | Joan Rigol                                                                               | Josep Busquets Fuentes          | Lluís Almoyner                                                   | Jordi Coll | Joaquim Colomé                   |
| 2002 | El Vendrell                | Baix Penedès      | Jordi Pujol i Soley                                                                      | Josep Maria Guitart             | Frederic Soler                                                   | Roser Oter | Juli Grandia                     |
| 2003 | Ripoll                     | Ripollès          | Eudald Carbonell Roure                                                                   | Montserrat Pujolar              | Ricard Jové                                                      | Genaro Ballesteros | Daniel Palomeras i Casadejús     |
| 2004 | Palamós                    | Baix Empordà      | Antoni Ros-Marbà                                                                         | Ricard Viladesau                | Joan Roig                                                        | Nyak Xarnach | Gerard Prohias                   |
| 2005 | Molins de Rei              | Baix Llobregat    | Gerard Claret i Serra                                                                    | Víctor Cordero Charles          | Miquel Serrat                                                    | Roser Garriga | Gemma Tribó i Traveria           |
| 2006 | Esparreguera               | Baix Llobregat    | Vicenç Villatoro i Lamolla                                                               | Carles Sagarra                  | Josep Capdevila Capdevila i Josep Maria Alba Barri               | Lluís Llongueras | Lluís Subirana                   |
| 2007 | Santa Coloma de Gramenet   | Barcelonès        | Joan Vidal i Gayolà                                                                      | Jordi Paulí                     | Lluís Subirana                                                   | Marta Solsona | Jordi Valls                      |
| 2008 | Sant Climent de Llobregat  | Baix Llobregat    | Ernest Benach                                                                            | Josep Farràs Casòliva           | Jordi Puerto                                                     | Salvador Juanpere i Albert Valera | Joan Gibert Canyadell            |
| 2009 | Mataró                     | Maresme           | Joan Pera                                                                                | Marc Timon i Barceló            | Joan Vidal i Gayolà                                              | Iago Vilamanyà | Joaquim Dorda i Ventura          |
| 2010 | L'Escala                   | Alt Empordà       | Carme Callol i Josep Tero. El missatge de 50a Ciutat pubilla, fou a càrrec de Vicky Peña | Lluís Albert                    | Antoni Anguela                                                   | Josep Maria Simon | Josep Vilabrú                    |
| 2011 | Organyà                    | Alt Urgell        | Xesco Espar                                                                              | Jaume Riu                       | Pilar Rahola                                                     | Josep Cervilla | Vicens Llorca                    |

El projecte de Ciutat Pubilla acabà l'any 2011 amb Organyà com a darrera població amb aquest títol. Després d'un any de reformulació del projecte per adaptar-lo als temps actuals, es creà la marca Capital de la Sardana gràcies al treball conjunt de l'aleshores anomenada Federació Sardanista de Catalunya (actual Confederació Sardanista de Catalunya), l'Obra del Ballet Popular i la Unió de Colles Sardanistes, amb la vila d'Arenys de Munt com a primera Capital de la sardana de la història, proclamada com a tal l'any 2013.
La promoció sardanista dins l'àmbit català, vehiculada pels projectes Ciutat Pubilla i Capital de la Sardana, es complementa fora de les nostres fronteres mitjançant l'Aplec Internacional organitzat per ADIFOLK.